# Phare de Pite-Rönnskär
Le phare de Pite-Rönnskär (en suédois : Pite-Rönnskärs fyr) est un feu situé à sur une île de Pite-Rönnskär, appartenant la commune de Skellefteå, dans le comté de Västerbotten (Suède).

## Histoire
L'île de Pite-Rönnskär est située à la limite du comté de Norrbotten et du comté de Västerbotten. C'était un village de pêcheur. En 1821 une station de pilotes de navire y a été bâtie. Actuellement l'île dispose d'une station météorologique de l'Institut suédois de météorologie et d'hydrologie et les maisons des pêcheurs sont devenus des résidences d'été.
Un premier phare a fonctionné dès 1880. En 1905, il a été remplacé par l'un des deux de la station du phare de Sandhammaren construit en 1862. Il a été équipé d'une lentille de Fresnel. En 1959 il a été électrifié puis il a été désactivé de 1972. Il a été réactivé en 2005 et appartient désormais à la ville de Skellefteå.

## Description
Le phare  est une tour circulaire à claire-voie de 37 mètres de haut,avec une galerie et une lanterne. La tour est peinte en rouge et la lanterne est blanche. Il émet, à une hauteur focale de 39 mètres, trois éclats blancs toutes les 15 secondes. Sa portée nominale est de 17 milles nautiques (environ 31 km).
Identifiant : ARLHS : SWE-329 ; SV-0470.1 - Amirauté : C5797.5 - NGA : 30542.

### Lien connexe
- Liste des phares de Suède